# Kaunakès

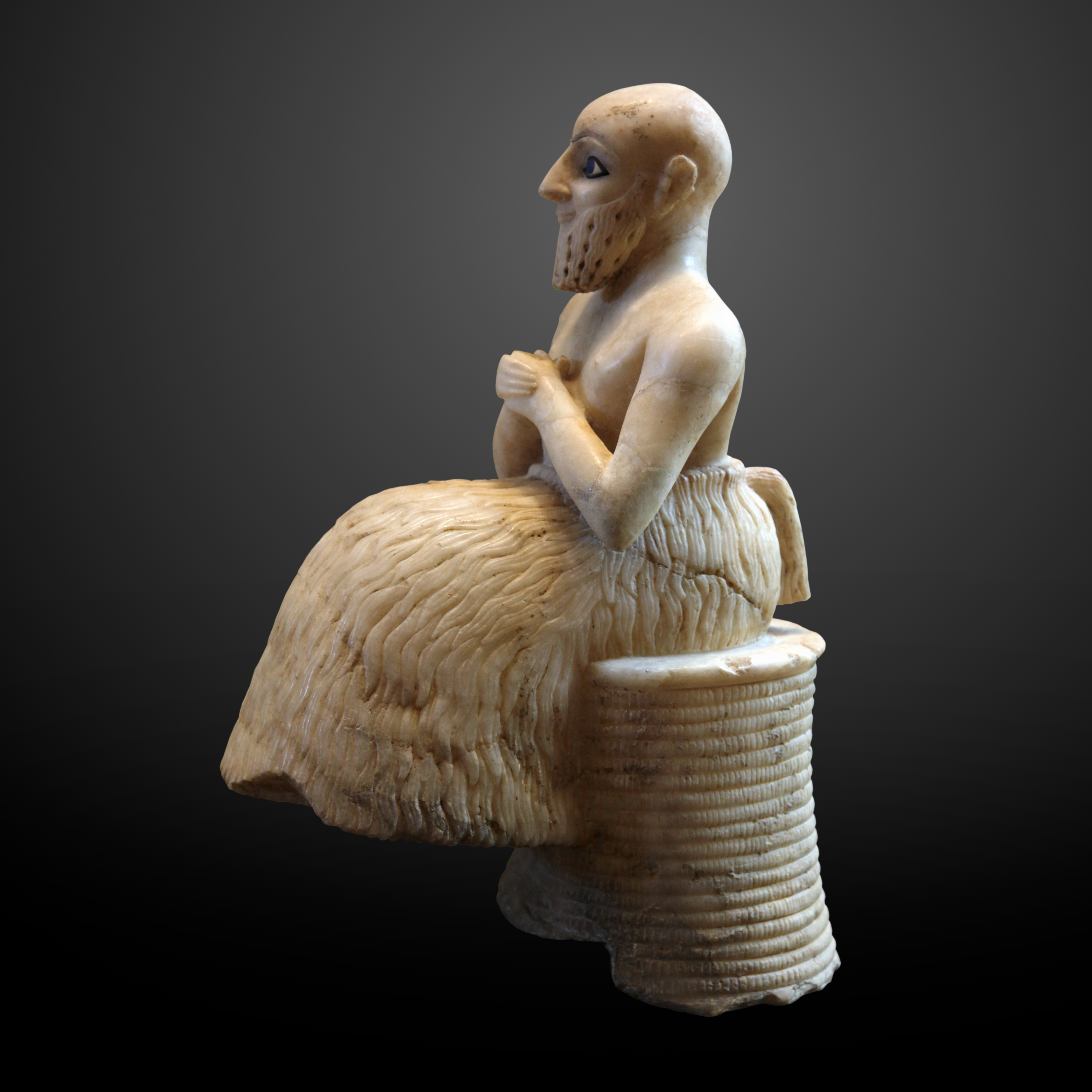
Statuette de l'intendant Ebih-Il portant une jupe en kaunakès (années 2340 av. J.-C., département des antiquités orientales du musée du Louvre).

Le kaunakès (ou kaunace) est un tissu à longues mèches imitant les poils d'animaux (chèvre ou mouton). Il était très en vogue à Sumer et on le retrouve représenté sur des statuettes de dignitaires.
Il est utilisé en longues pièces rectangulaires qui s'enroulent en spirale autour du corps et se porte par-dessus la tunique (candys).

## Étymologie
Le mot est grec. Les orientalistes du XIXe siècle l'ont emprunté à une pièce d'Aristophane où il désigne un manteau en laine d'origine perse,.